# كولن كامبل (لاعب هوكي جليد)
كولن كامبل هو لاعب هوكي جليد كندي، ولد في 28 يناير 1953 في لندن في المملكة المتحدة.

## وصلات خارجية
- كولن كامبل على موقع دوري الهوكي الوطني (الإنجليزية)
- كولن كامبل على موقع EliteProspects.com (الإنجليزية)
- كولن كامبل على موقع Eurohockey.com (الإنجليزية)
- كولن كامبل على موقع HockeyDB.com (الإنجليزية)
- كولن كامبل على موقع Hockey-Reference.com (الإنجليزية)